# Maison de Schwarzenberg
Pour les articles homonymes, voir Schwarzenberg.
La maison de Schwarzenberg est une famille issue de la noblesse franque, aujourd'hui largement implantée en Bohême.

## Histoire
La famille de Schwarzenberg est à l'origine un lignage de la maison de Seinsheim, qui tient plusieurs seigneuries en Franconie. Ce nom est mentionné pour la première fois en 1172. Le fondateur de la maison de Schwarzenberg, Erkinger de Seinsheim (1362-1437), fait l'acquisition de la seigneurie de Schwarzenberg au début du XVe siècle. Lui et ses héritiers adopteront progressivement le nom de Schwarzenberg. Dans les années 1420, il a participé à plusieurs campagnes militaires contre les hussites. En 1429, l'empereur Sigismond le fait seigneur libre, baron de Schwarzenberg. Erkinger de Seinsheim possède également des terres en Bohême.
En 1599, Adolphe de Schwarzenberg est élevé au rang de comte par l'empereur Rodolphe II du Saint-Empire en récompense de sa participation à la bataille de Selimbar. C'est à cette occasion que l'empereur lui concède des armoiries : d'or, à un corbeau de sable, colleté du champ, perché sur une tête de Turc au naturel et lui crevant un œil, en souvenir de sa bravoure.
La famille de Schwarzenberg va progressivement acquérir de grands domaines par le jeu d'alliances matrimoniales, notamment en Bohême, en Styrie ou en Carniole. Le 14 juillet 1670, Jean-Adolphe de Schwarzenberg obtient de l'empereur Léopold Ier l'érection de Schwarzenberg en principauté, par lequel il s'éleva au rang de prince du Saint-Empire (« Fürst »). C'est à cette époque que les Schwarzenberg s'établissent dans leur domaine de Krumau, en Bohême. Après la mort de son épouse Marie-Anne de Sulz en 1698, Ferdinand de Schwarzenberg hérite des comtés de Sulz et de Klettgau. Au XVIIIe siècle, les Schwarzenberg ont hérité des propriétés des Rosenberg, y compris château de Třeboň.
En décembre 1746, Joseph de Schwarzenberg obtient de l'empereur François Ier l'immédiateté impériale, faisant des Schwarzenberg des princes du Saint-Empire. Il obtint également le statut de prince de Bohême. Les Schwarzenberg gagnèrent ainsi en prestige, devenant l'une des premières familles de l'aristocratie tchèque.
En 1804, l'empereur d'Autriche François Ier érige un second majorat au profit de Charles-Philippe de Schwarzenberg, fils cadet du prince Jean de Schwarzenberg et feld-maréchal. Il y aura donc deux titres de prince de Schwarzenberg, jusqu'à ce que les deux majorats soient réunis en la personne de Charles VIII de Schwarzenberg, en 1986.
Au XIXe siècle, les princes de Schwarzenberg, auparavant souverains du comté de Klettgau dans le sud-ouest de l'Allemagne, furent médiatisés : ils perdaient l'indépendance mais ont conservé leur statut, leur égalité avec les maisons souveraines restantes et certains droits politiques spéciaux en leur qualité de « Standesherren » (« seigneurs de rang »), créés par l' Acte confédéral allemand.
Grands seigneurs, les Schwarzenberg se sont efforcés d'entretenir leurs immenses propriétés. Ils ont ainsi creusé des étangs, planté des forêts et introduit de nouvelles techniques agricoles sur leurs terres.

## Membres notables de la famille

### Militaires

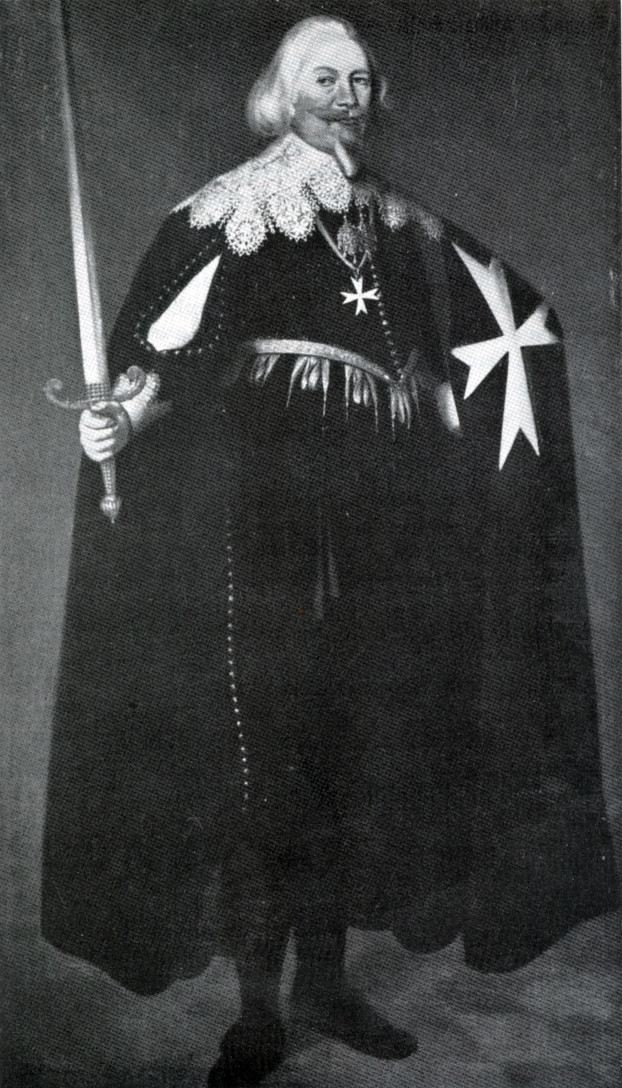
Adam de Schwarzenberg (1583-1641).
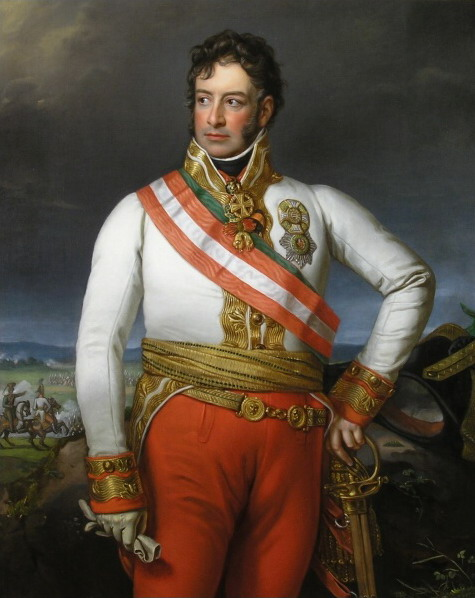
Charles-Philippe de Schwarzenberg (1771-1820), feld-maréchal.
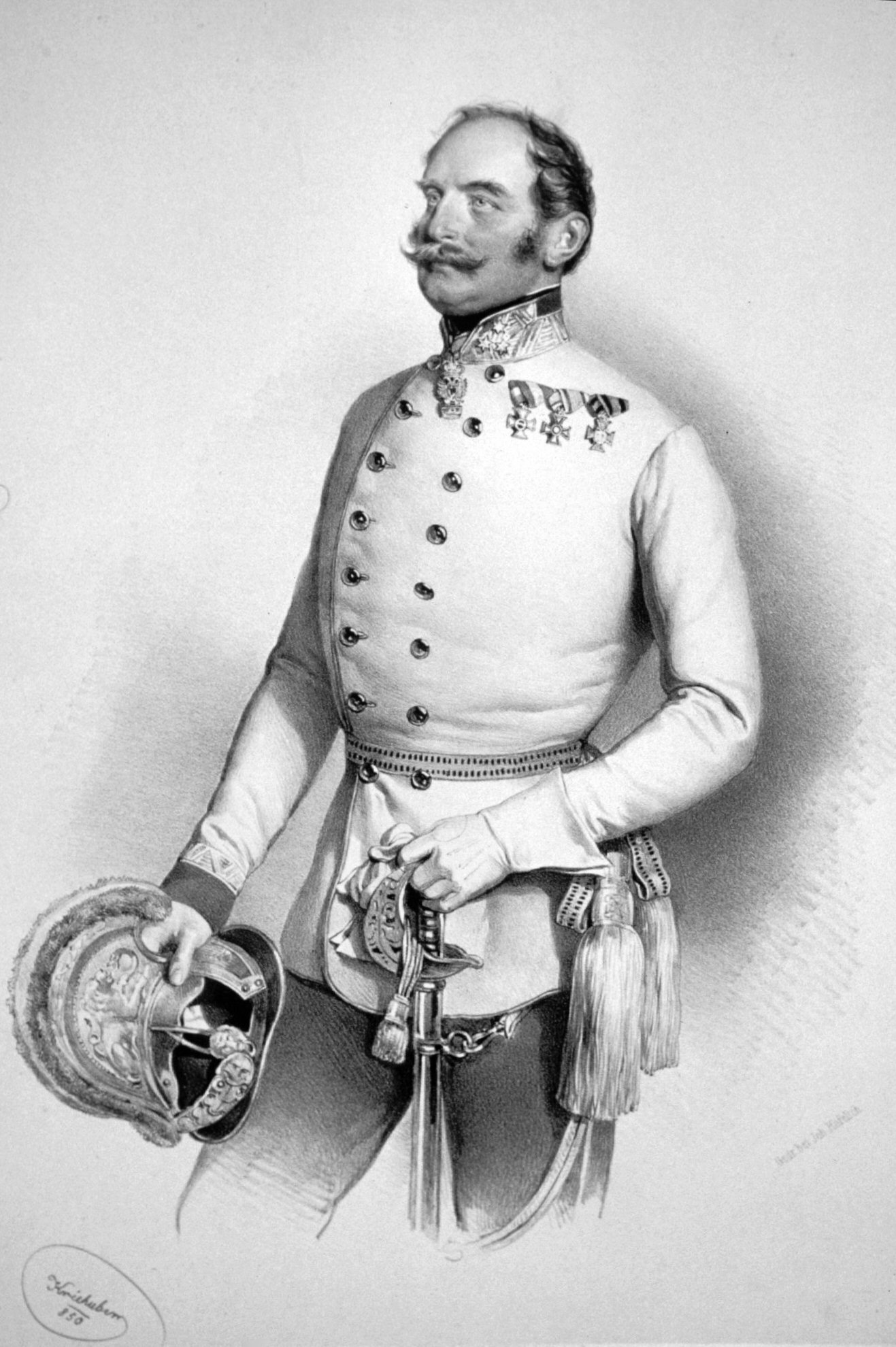
Edmond de Schwarzenberg (1803-1873), feld-maréchal.

### Ecclésiastique

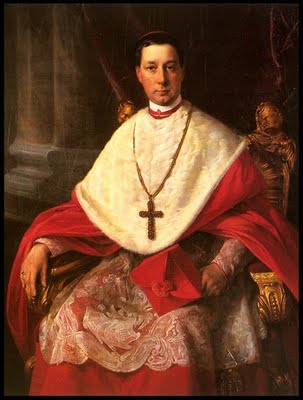
Frédéric-Joseph de Schwarzenberg (1809-1885), cardinal, archevêque de Prague.

### Hauts-fonctionnaires

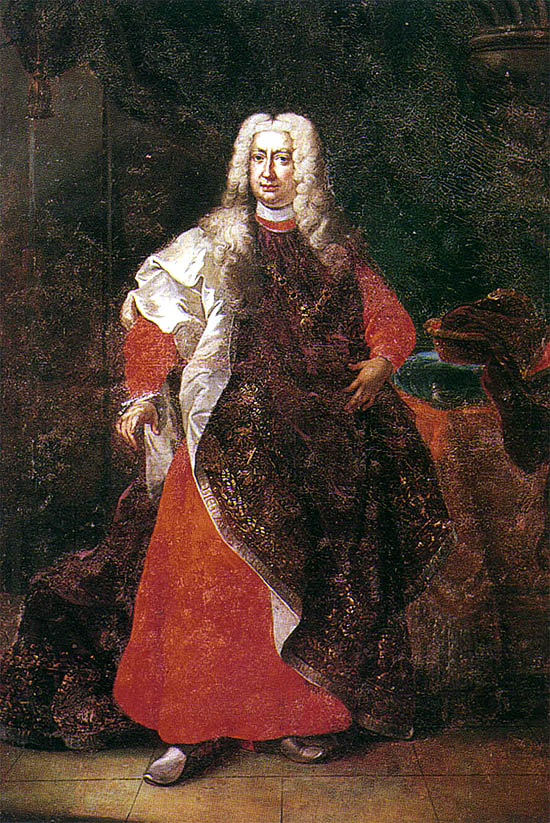
Adam-François de Schwarzenberg (1680-1732).
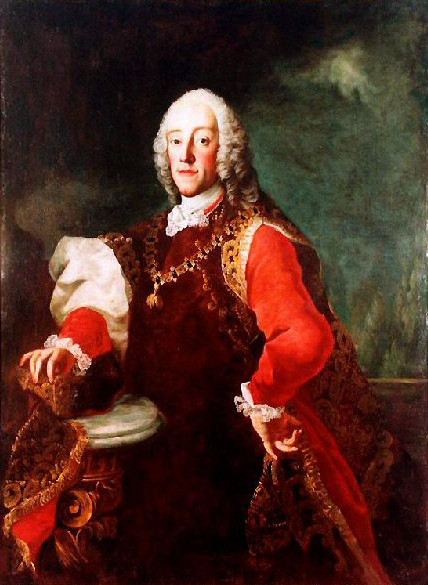
Joseph de Schwarzenberg (1722-1782).
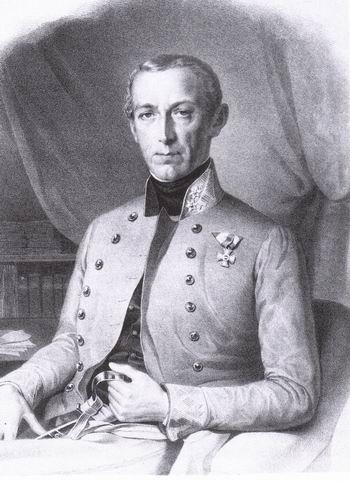
Félix de Schwarzenberg (1800-1852), ministre-président d'Autriche.
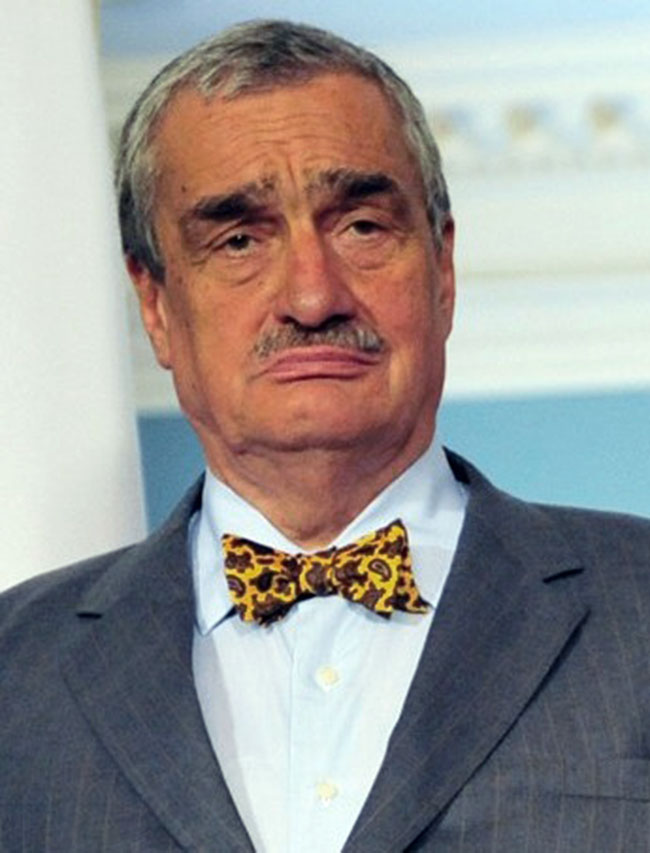
Charles de Schwarzenberg (1937-2023), homme politique tchèque.

## Liste des seigneurs de Schwarzenberg

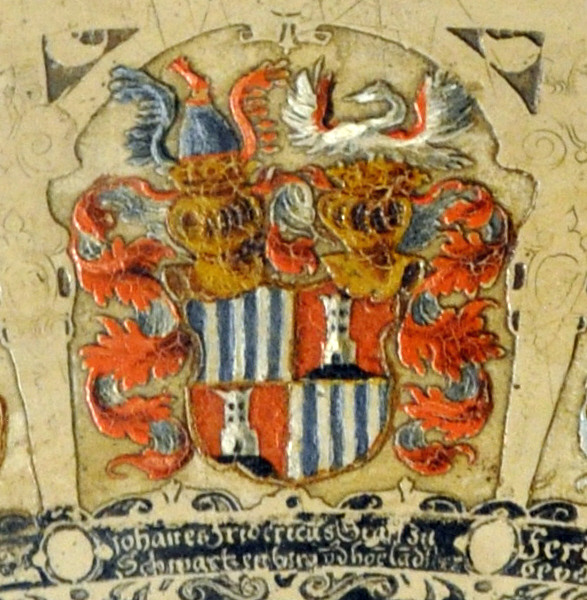
Armes des barons de Schwarzenberg

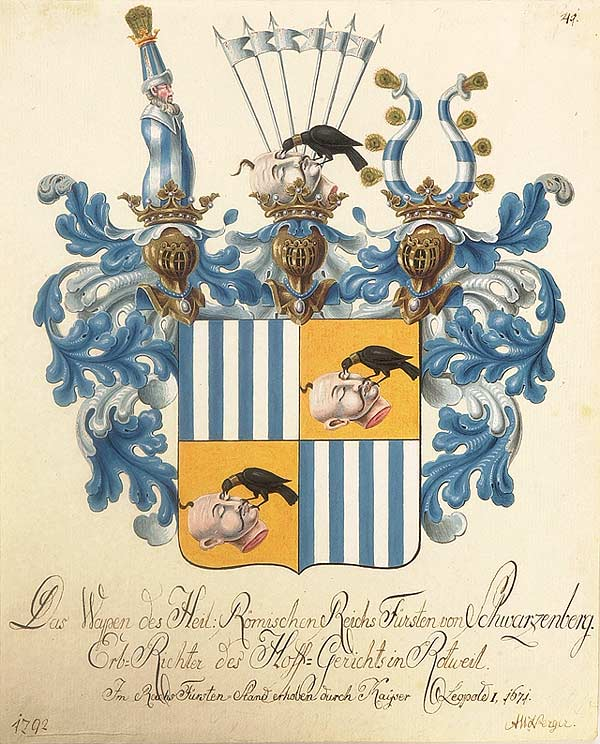
Armes des comtes de Schwarzenberg

### Barons de Schwarzenberg (1429-1599)
- 1420 – 1437 : Erkinger de Seinsheim ;
- 1437 – 1469 : Michel II de Seinsheim, fils du précédent ;
- 1469 – 1499 : Michel III de Seinsheim, fils du précédent ;
- 1499 – 1510 : Erkinger II de Schwarzenberg, fils du précédent ;
- 1510 – 1526 : Guillaume de Schwarzenberg, fils du précédent ;
- 1526 – 1557 : Guillaume II de Schwarzenberg, fils du précédent ;
- 1557 – 1599 : Adolphe de Schwarzenberg, fils du précédent.

### Comtes de Schwarzenberg (1599-1670)
- 1599 – 1600 : Adolphe de Schwarzenberg, le même ;
- 1600 – 1641 : Adam de Schwarzenberg, fils du précédent ;
- 1641 – 1670 : Jean-Adolphe de Schwarzenberg, fils du précédent.

### Princes de Schwarzenberg (1670)

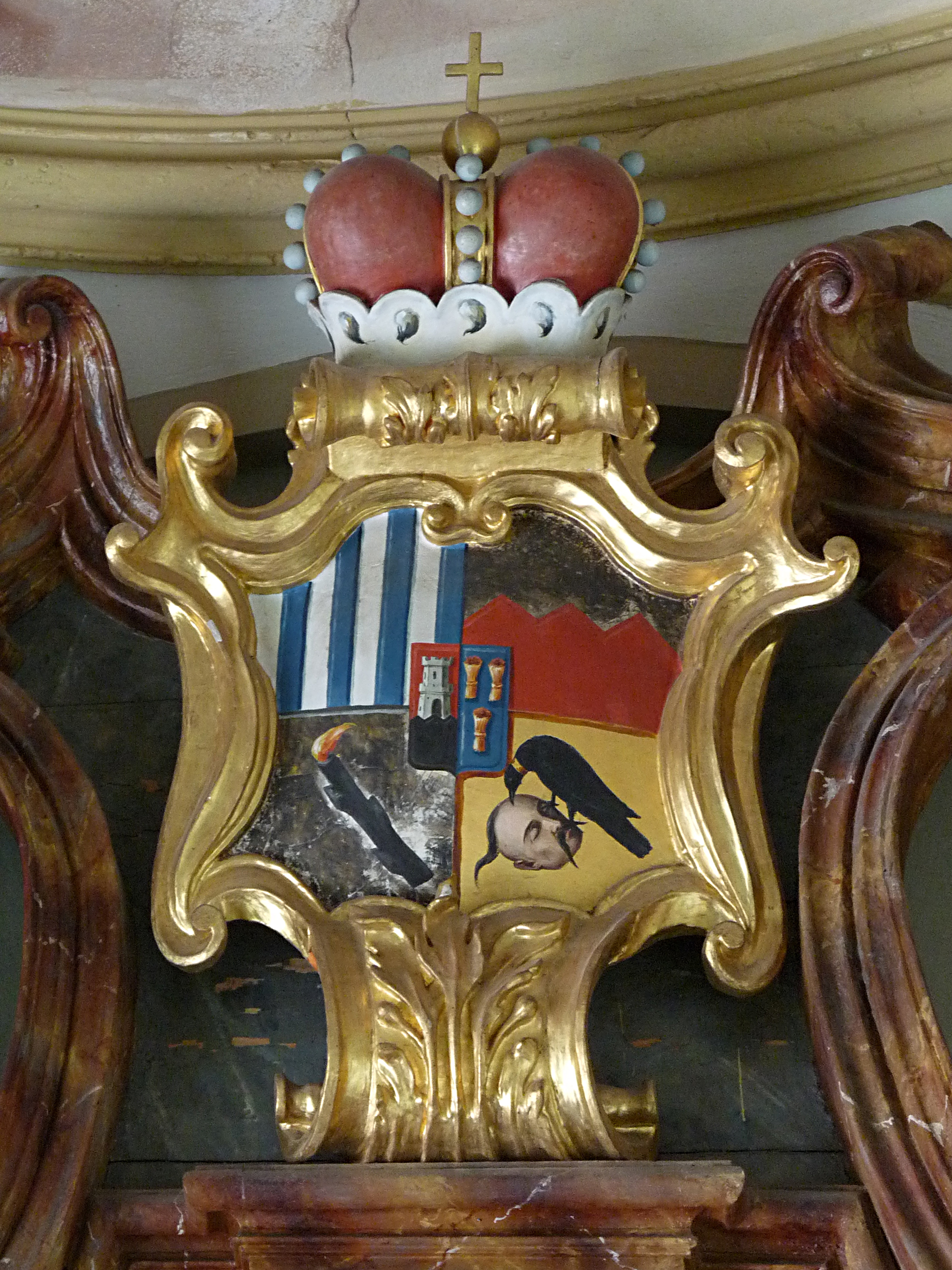
Armes des princes de Schwarzenberg

- 1670 – 1683 : Jean-Adolphe de Schwarzenberg, le même ;
- 1683 – 1703 : Ferdinand de Schwarzenberg, fils du précédent ;
- 1703 – 1732 : Adam-François de Schwarzenberg, fils du précédent ;
- 1732 – 1782 : Joseph de Schwarzenberg, fils du précédent ;
- 1782 – 1789 : Jean de Schwarzenberg, fils du précédent.
- 1789 – 1833 : Joseph II de Schwarzenberg, fils du précédent ;
- 1833 – 1888 : Jean-Adolphe II de Schwarzenberg, fils du précédent ;
- 1888 – 1914 : Adolphe-Joseph de Schwarzenberg, fils du précédent ;
- 1914 – 1938 : Jean II de Schwarzenberg, fils du précédent ;
- 1938 – 1950 : Adolphe de Schwarzenberg, fils du précédent ;
- 1950 – 1979 : Joseph III de Schwarzenberg, cousin du précédent ;
- 1979 - 2023 : Charles VII de Schwarzenberg, parent éloigné du précédent ;
- depuis 2023 : Jean de Schwarzenberg, fils du précédent.

## Généalogie

### Branche deKrumau
- Michel de Seinsheim († 1399)

Armes des princes de la branche de Krumau.

  - Erkinger de Seinsheim († 1437), 1er baron de Schwarzenberg
    - Michel II de Seinsheim († 1469), 2e baron de Schwarzenberg
      - Michel III de Seinsheim († 1499), 3e baron de Schwarzenberg
        - Erkinger II de Seinsheim († 1518), 4e baron de Schwarzenberg
          - Guillaume de Schwarzenberg († 1526), 5e baron de Schwarzenberg
            - Guillaume II de Schwarzenberg († 1557), 6e baron de Schwarzenberg
              - Adolphe de Schwarzenberg († 1600), 1er comte de Schwarzenberg
                - Adam de Schwarzenberg († 1641), 2e comte de Schwarzenberg
                  - Jean-Adolphe de Schwarzenberg († 1683), 1er prince de Schwarzenberg
                    - Ferdinand de Schwarzenberg († 1703), 2e prince de Schwarzenberg
                      - Adam II de Schwarzenberg († 1732), 3e prince de Schwarzenberg
                        - Joseph de Schwarzenberg († 1782), 4e prince de Schwarzenberg
                          - Jean de Schwarzenberg († 1789), 5e prince de Schwarzenberg
                            - Joseph II de Schwarzenberg († 1833), 6e prince de Schwarzenberg
                              - Jean-Adolphe II de Schwarzenberg († 1888), 7e prince de Schwarzenberg
                                - Adolphe-Joseph de Schwarzenberg († 1914), 8e prince de Schwarzenberg
                                  - Jean II de Schwarzenberg († 1938), 9e prince de Schwarzenberg
                                    - Adolphe II de Schwarzenberg († 1950), 10e prince de Schwarzenberg

                                  - Félix de Schwarzenberg († 1946)
                                    - Joseph III de Schwarzenberg († 1979), 11e prince de Schwarzenberg
                                    - Henri de Schwarzenberg († 1965), duc de Krumau

                            - Charles-Philippe de Schwarzenberg († 1820), branche de Worlik

### Branche deWorlik

Armes des princes de la branche de Worlik.

- Jean de Schwarzenberg († 1789), 5e prince de Schwarzenberg
  - Joseph II de Schwarzenberg († 1833), branche de Krumau
  - Charles-Philippe de Schwarzenberg († 1820), 1er prince de Schwarzenberg
    - Frédéric de Schwarzenberg († 1870), 2e prince de Schwarzenberg
    - Charles II de Schwarzenberg († 1858)
      - Charles III de Schwarzenberg († 1904), 3e prince de Schwarzenberg
        - Charles IV de Schwarzenberg († 1913), 4e prince de Schwarzenberg
          - Charles V de Schwarzenberg († 1914), 5e prince de Schwarzenberg
            - Charles VI de Schwarzenberg († 1986), 6e prince de Schwarzenberg
              - Charles VII de Schwarzenberg († 2023), 12e prince de Schwarzenberg
                - Jean de Schwarzenberg, 13e prince de Schwarzenberg

### Branche de Hohenlandsberg
- Erkinger de Seinsheim († 1437), 1er baron de Schwarzenberg
  - Michel II de Seinsheim († 1469), branche aînée
  - Jean de Schwarzenberg-Hohenlandsberg († 1460), 1er baron de Hohenlandsberg
    - Jean II de Schwarzenberg-Hohenlandsberg († 1528), 2e baron de Hohenlandsberg
      - Christophe de Schwarzenberg-Hohenlandsberg († 1538), 3e baron de Hohenlandsberg
        - Guillaume de Schwarzenberg-Hohenlandsberg († 1552), 4e baron de Hohenlandsberg
          - Christophe II de Schwarzenberg-Hohenlandsberg († 1596), 1er comte de Hohenlandsberg
            - Christophe III de Schwarzenberg-Hohenlandsberg († 1611), 2e comte de Hohenlandsberg
              - Jean-Ferdinand de Schwarzenberg-Hohenlandsberg († 1627), 3e comte de Hohenlandsberg

            - Georges-Louis de Schwarzenberg-Hohenlandsberg († 1646), 4e comte de Hohenlandsberg

### Alliances notables

Armoiries des familles alliées à la famille de Schwarzenberg
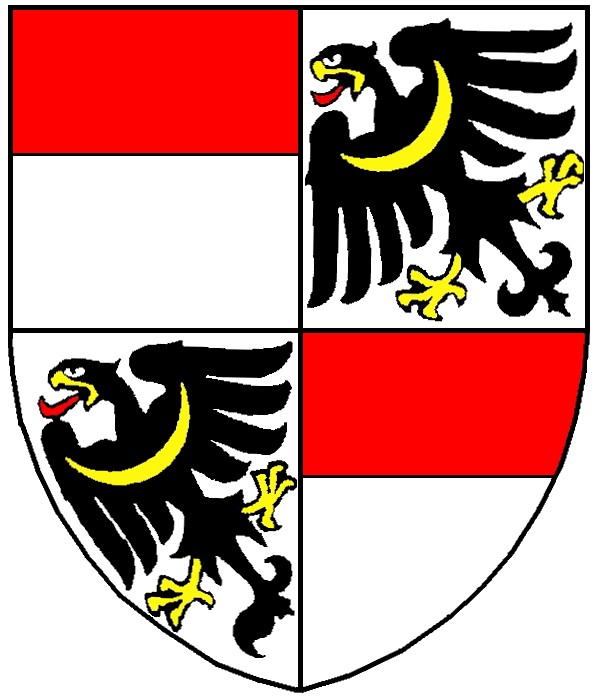
Famille de Lobkowicz
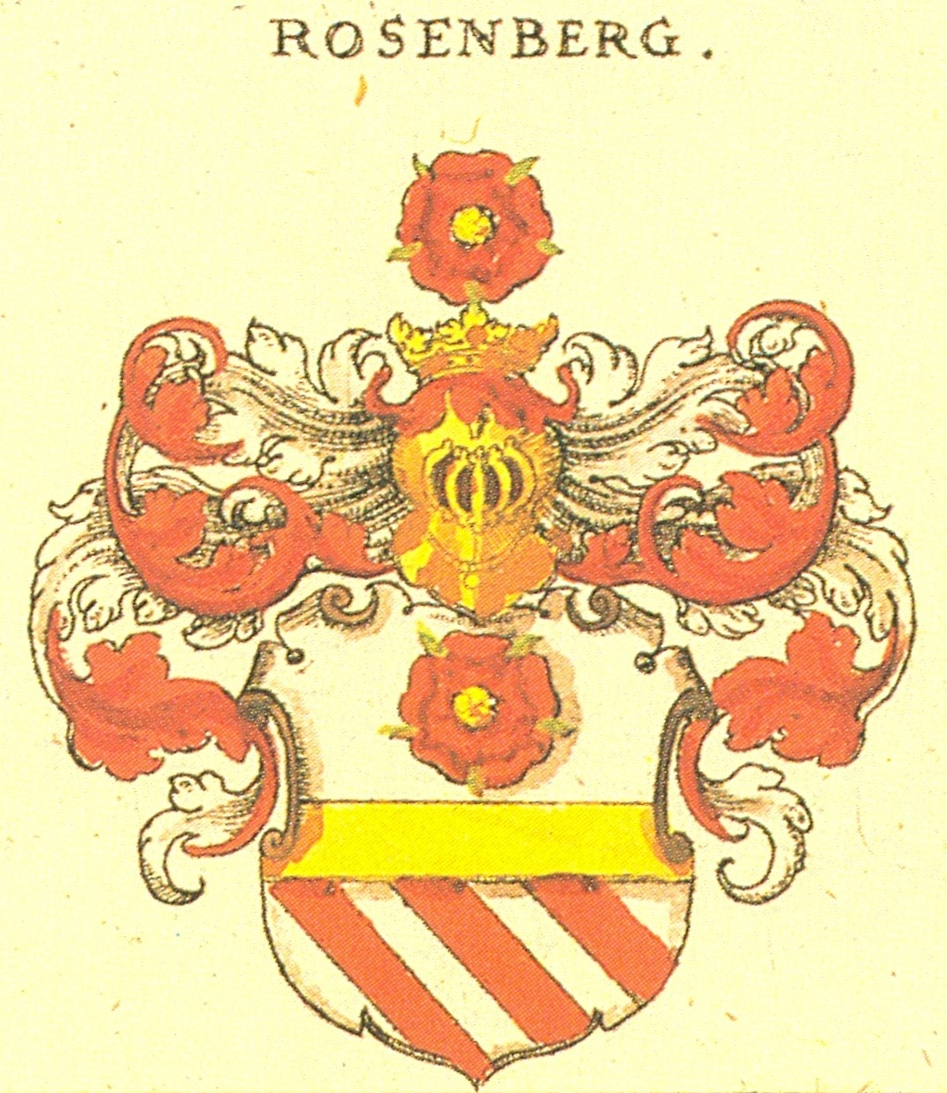
Famille de Rosenberg
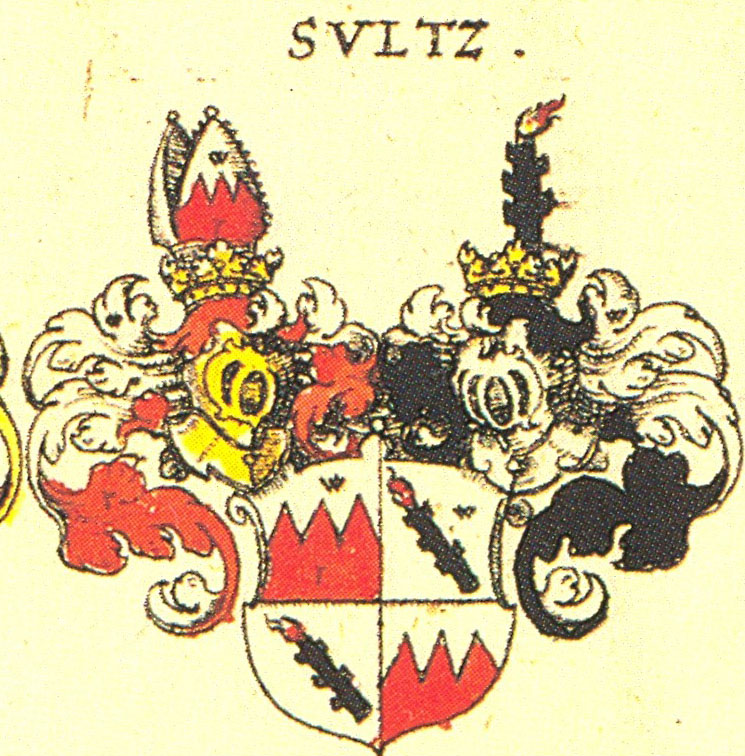
Famille de Sulz
Famille d'Eggenberg
Maison de Liechtenstein
Famille de Palant
Famille de Starhemberg
Famille de Metternich
Famille de Windisch-Graetz (1817)
Famille de Fürstenberg
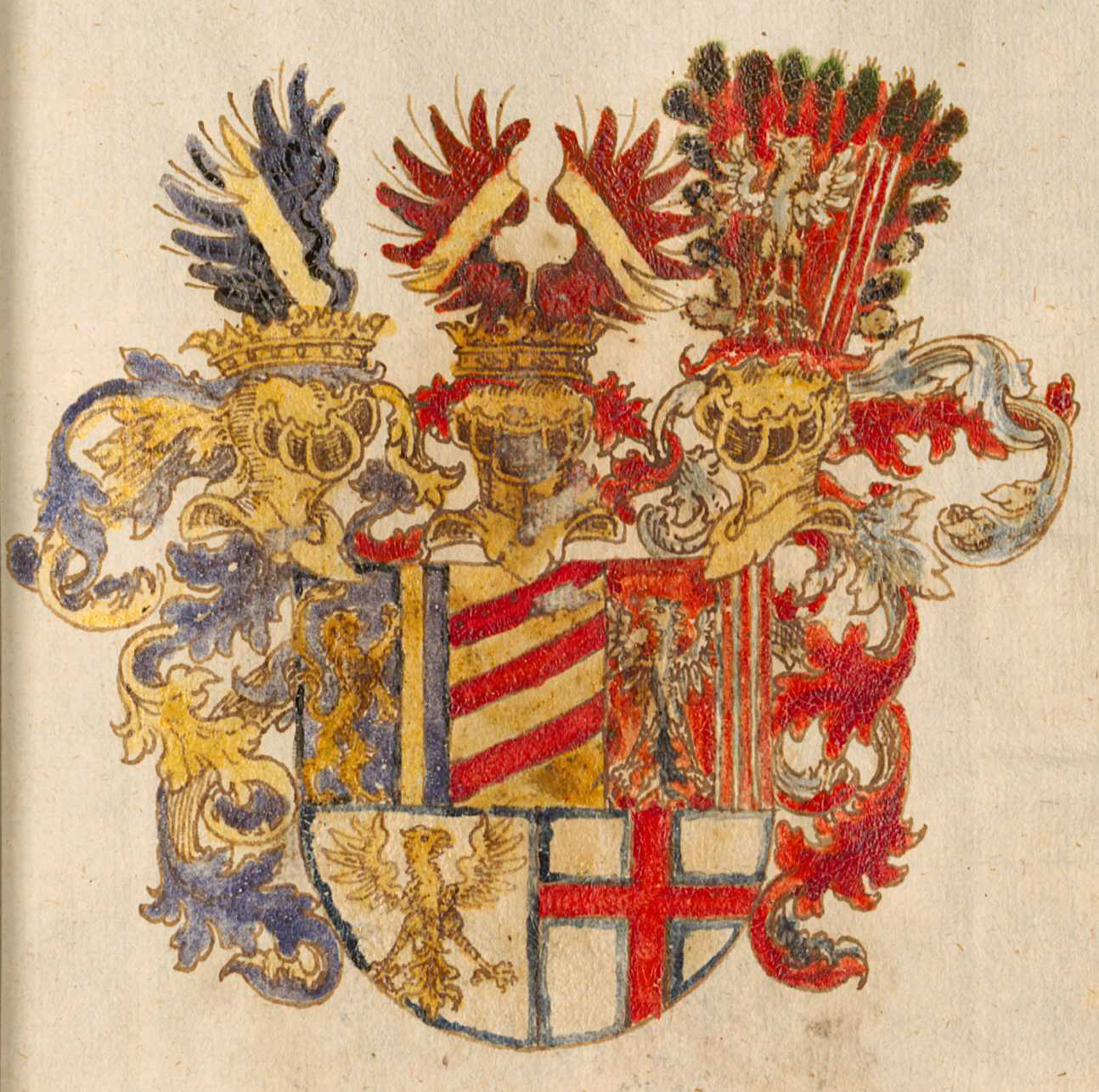
Famille de Hardegg (1967)
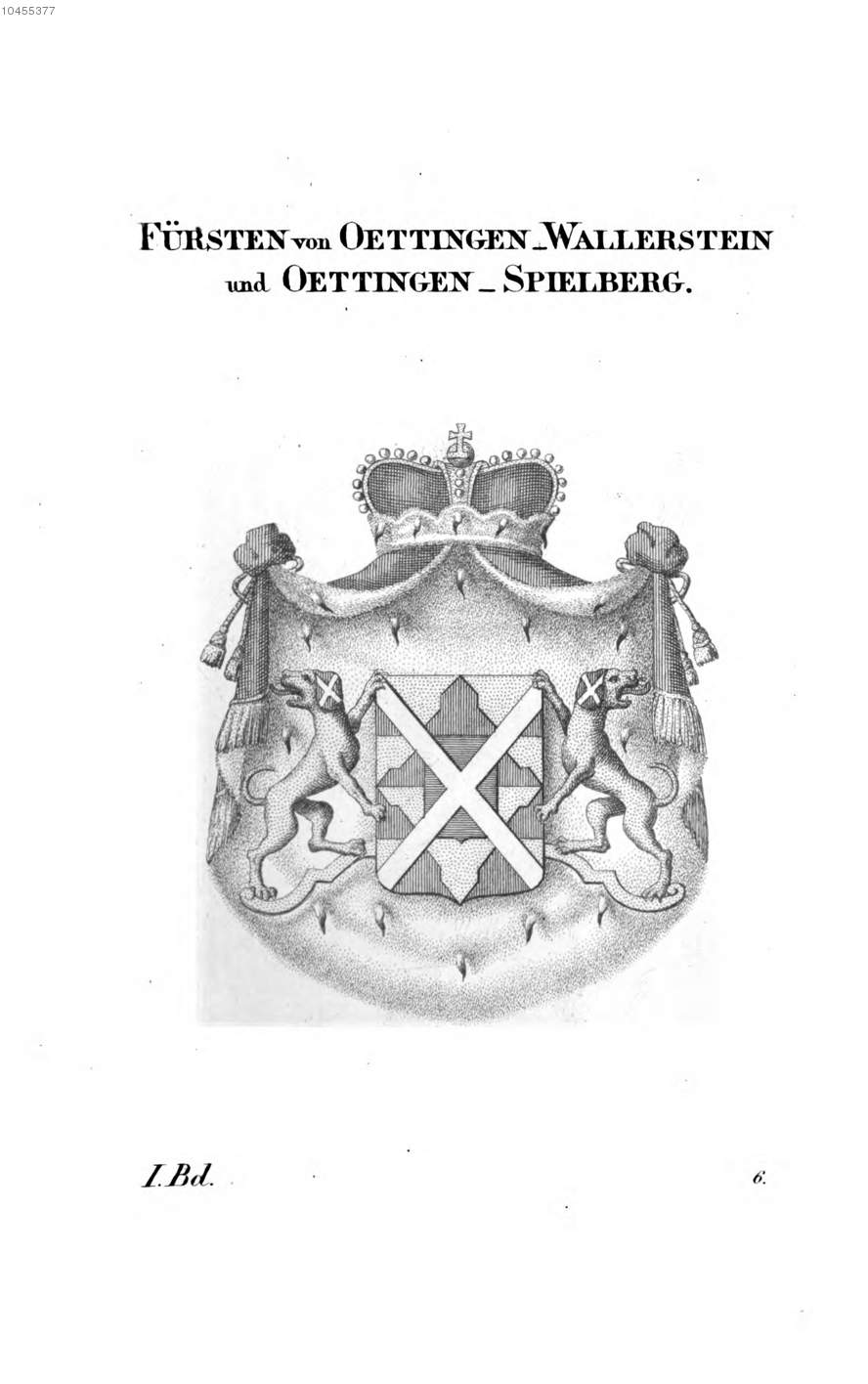
Famille d'Oettingen-Wallerstein
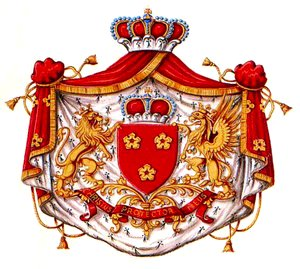
Famille d'Arenberg
Famille de Schönburg
Famille Riario Sforza

## Possessions

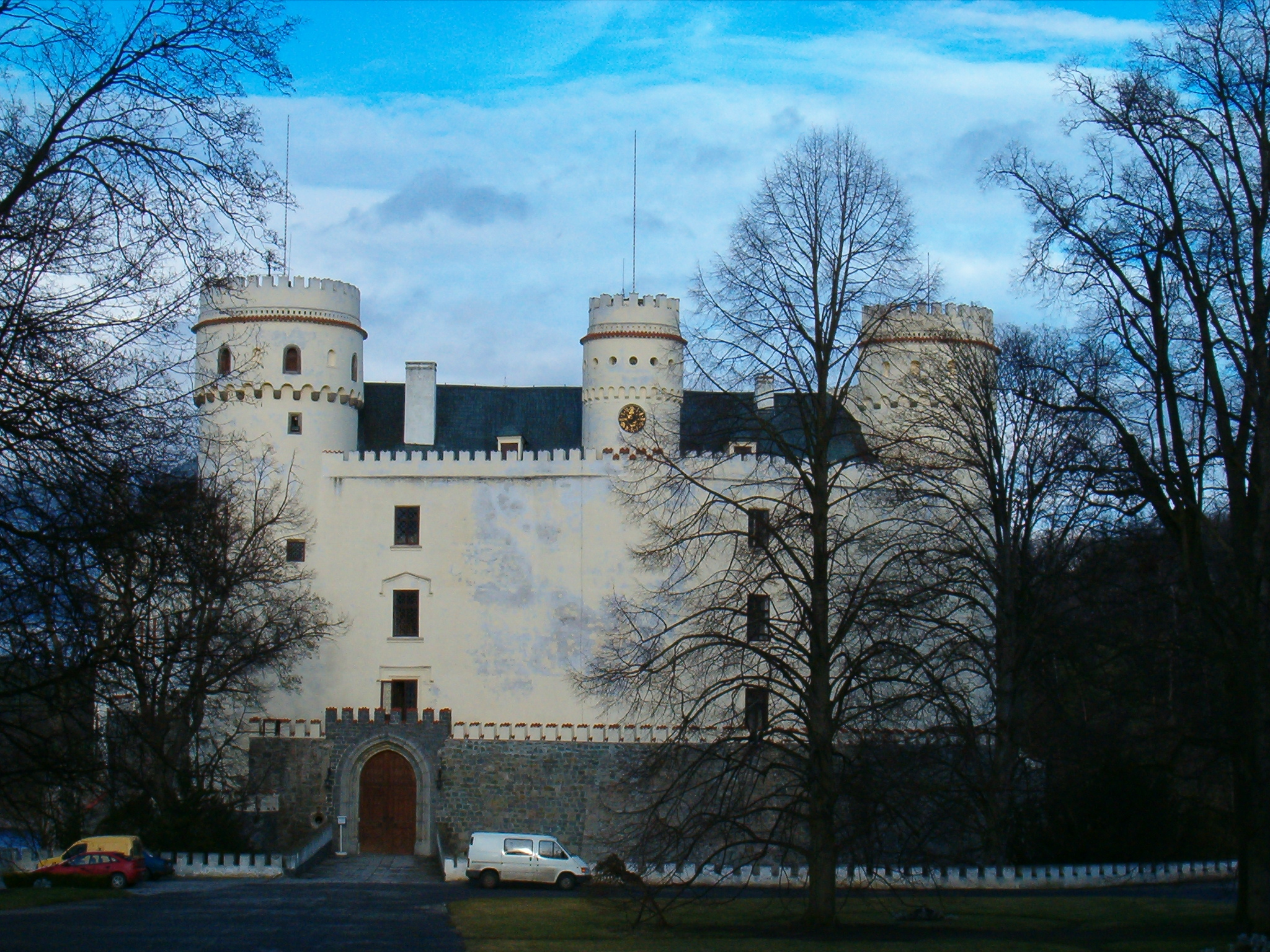
Vue du château de Worlik.

Les Schwarzenberg possèdent d'abord le château de Schwarzenberg à Scheinfeld, en Franconie, intégré à la Bavière en 1807. Ils font construire le couvent franciscain de Schwarzenberg au début du XVIIIe siècle. En 1661, ils héritent par alliance des terres des Eggenberg. En 1670, ils s'établissent à Krumau, qui sera leur résidence principale jusqu'en 1871. Ils s'établissent ensuite plutôt à Frauenberg, jusqu'à sa confiscation en 1918. Ils ont aussi acquis les terres des Rosenberg et sont alliés à de nombreuses familles, en particulier les Lobkowicz.
Les possessions les plus notoires des Schwarzenberg incluent donc :
- le château de Schwarzenberg à Scheinfeld en Franconie, aujourd'hui en Allemagne ;
- le château de Krumau en Bohême, aujourd'hui Cesky Krumlov en République tchèque, possédé de 1719 à 1947 ;
- le château de Hluboká (château de Frauenberg) près de Budweis, aujourd'hui Hluboka nad Vltavou en République tchèque ;
- le château de Winterberg, aujourd'hui Vimperk en République tchèque ;
- le château de Wittingau, aujourd'hui Trebon en République tchèque, nationalisé en 1947 ;
- le château de Worlik, aujourd'hui Orlik en République tchèque ;
- le château de Cimelice, aujourd'hui en République tchèque ;
- le château de Klingenberg, aujourd'hui Zvikov en République tchèque ;
- le palais de Schwarzenberg à Prague, confisqué en 1947 ;
- le palais de Schwarzenberg à Vienne ;
- le palais Salm à Prague, confisqué en 1947 ;
- l'ossuaire de Sedletz, aujourd'hui Sedlec en République tchèque ;
- le château de Murau en Styrie, aujourd'hui en Autriche.

Avant 1914, les deux branches princières possèdent, en Bohême (Autriche-Hongrie, devenue territoire tchécoslovaque après la Première Guerre mondiale), 176 146 ha de terres agricoles et de forêts, des étangs piscicoles, des mines, des brasseries, des sucreries, carrières et autres exploitations.
La réforme agraire tchécoslovaque de 1922 réduit leurs propriétés à 61 000 ha. En 1942, les propriétés de la branche de Worlik sont mises sous tutelle par l'occupant nazi. En 1947, suivant la loi dite lex Schwarzenberg, l'ensemble des biens de la branche de Krumau est nationalisé.

## Titres
- Prince de Schwarzenberg et du Saint-Empire[1] ;
- Duc de Krumau ;
- Comte de Sulz ;
- Comte de Klettgau.

## Armoiries
| Figure                                                                         | Informations |
| ------------------------------------------------------------------------------ | --- |
| Armoiries de la famille de Seinsheim                                           | Maison de Seinsheim Couronnebaron. Blasonnementpalé d'argent et d'azur, de huit pièces. |
| Armoiries de la famille de Schwarzenberg                                       | Maison de Schwarzenberg Couronnebaron. Blasonnementécartelé : au 1 et 4, palé d'argent et d'azur, de huit pièces (Seinsheim) ; au 2 et 3, de gueules à une tour d'argent, ouverte et ajourée du champ, posée sur un mont de sable (Schwarzenberg). |
| Armoiries de la famille de Schwarzenberg, après concession d'armoiries en 1599 | Maison de Schwarzenberg (1599) Couronnecomte. Blasonnementécartelé : au 1 et 2, palé d'argent et d'azur, de huit pièces (Seinsheim) ; au 2 et 3, d'or, à un corbeau de sable, colleté du champ, perché sur une tête de Turc au naturel et lui crevant un œil (armes de concession). |
| Armoiries de la famille de Schwarzenberg, après concession d'armoiries en 1670 | Maison de Schwarzenberg (1670) Couronneprince. Blasonnementécartelé : au 1, palé d'argent et d'azur, de huit pièces (Seinsheim) ; au 2, d'argent, à une émanche de trois pièces de gueules, mouvant de la pointe (Sulz) ; au 3, d'argent, à un brandon de sable, posé en bande, allumé de gueules (Brandis) ; au 4, d'or, à un corbeau de sable, colleté du champ, perché sur une tête de Turc au naturel et lui crevant un œil (armes de concession). Sur le tout parti : en a, de gueules à une tour d'argent, ouverte et ajourée du champ, posée sur un mont de sable (Schwarzenberg) ; en b, d'azur à trois gerbes d'or (Klettgau). Supportsdeux lions portant un heaume. Devisenil nisi rectum ! |